# Kosatka (wieś)
Kosatka – wieś w Polsce położona w województwie łódzkim, w powiecie sieradzkim, w gminie Brąszewice.
W latach 1975–1998 miejscowość administracyjnie należała do województwa sieradzkiego.
Wieś w 2011 roku liczyła 85 mieszkańców.